# Оффали
Оффали (ирл. Uíbh Fhailí; англ. Offaly) — графство в центре Ирландии.
В прошлом называлось Графство Короля (King’s County).
Входит в состав провинции Ленстер на территории Республики Ирландии.
Административный центр и крупнейший город — Талламор.
Площадь территории 2001 км² (14-е место). Население 76 687 человек (19-е место среди графств Республики Ирландия; данные 2011 г.).